# Lliga de Campions de la UEFA de futbol sala
La Lliga de Campions de la UEFA de futbol sala (en anglès: UEFA Futsal Champions League) és una competició esportiva de clubs europeus de futbol sala, creada la temporada 2001-02. De caràcter anual, és organitzada per la Unió d'Associacions Europees de Futbol. Aquest torneig succeïx el Campionat d'Europa de clubs de futbol sala, de caràcter oficiós i no reconegut per la UEFA. La competició es va anomenar UEFA Futsal Cup fins a l'any 2018, en què esdevingué UEFA Futsal Champions League. Fins a la temporada 2023-24 tres equips dels Països Catalans s'han proclamat campions de la competició, el Platges de Castelló FS, el FC Barcelona i el Palma Futsal.
Els participants són els equips que han guanyat en les seves lligues nacionals. A més, el guanyador de l'última edició té dret a participar per a defensar el seu títol, de manera que el seu país d'origen pot comptar amb dos representants, el campió europeu i el campió nacional. La competició consta de diverses rondes, i finalitza amb una final a quatre equips que se celebra a una seu determinada amb anterioritat.

## Format
Abans que la UEFA creara la Copa de la UEFA l'any 2001, no existia una competició europea de futbol sala amb caràcter oficial. Al seu lloc es disputava el Campionat d'Europa de Clubs, organitzat per les principals lligues europees, en el qual participaven els campions nacionals. Per a desenvolupar el futbol sala en tot Europa, la UEFA va instaurar un campionat oficial a partir de la temporada 2001/02, obert a torneigs professionals i semiprofessionals de tot el continent.
El torneig comença amb dues fases eliminatòries. La primera ronda és una ronda preliminar disputada en diversos grups, distribuïts per sorteig. Aquesta fase està formada pels països amb pitjor coeficient UEFA. Cada grup juga entre si en una seu concreta, i l'equip amb més punts es classifica per la següent ronda. La resta queden eliminats. La segona ronda és una fase eliminatòria amb sis grups de quatre equips, en la qual sols es classifiquen els dos primers de cada grup.
La tercera ronda es coneix com a Fase d'Elit. En ella entren els 12 clubs classificats en l'eliminatòria anterior, el campió de l'any anterior, i els representants dels tres països amb millor coeficient UEFA. Participen en total 16 equips distribuïts en quatre grups. Sols el campió de cada grup passarà a l'última ronda, una final a quatre equips (Final Four) a partit únic, que se celebra a una seu determinada amb anterioritat. Aquest sistema de final es realitza des de la temporada 2006/07.
La UEFA estableix cada any un sistema de coeficients, pel qual els equips que procedeixen de lligues amb major nivell es classifiquen directament a la Fase Elit. El 2011, les lligues amb major coeficient foren la lliga espanyola de futbol sala -anomenada oficialment Liga Nacional de Fútbol Sala LNFS- (Espanya), la Superlliga russa de futbol sala (Rússia) i la Lliga kazakh de futbol sala (Kazakhstan).

## Historial
| En negreta = Equip guanyador (1) = Nombre de campionats (pro.) = Pròrroga (p.) = Penaltis Nota: Noms dels equips segons l'època |

| Edició | Temp.   | Data       | Campió                            | Resultat         | Subcampió                | Seu                                   | refs   |
| ------ | ------- | ---------- | --------------------------------- | ---------------- | ------------------------ | ------------------------------------- | ------ |
| I      | 2001-02 | 3-05-2002  | Platges de Castelló FS (1)        | 5-1              | Action 21 Charleroi      | Pavilhão Atlântico, Lisboa            | [ 3 ]  |
| II     | 2002-03 | N/D        | Platges de Castelló FS (2)        | 1–1 / 6–4        | Action 21 Charleroi      | Final a doble partit                  | [ 3 ]  |
| III    | 2003-04 | N/D        | Boomerang Interviú (1)            | 4-1 / 4-3        | SL Benfica               | Final a doble partit                  | [ 4 ]  |
| IV     | 2004-05 | N/D        | Action 21 Charleroi (1)           | 4-3 / 6-6 (prò.) | MFK Dinamo Moscou        | Final a doble partit                  | [ 3 ]  |
| V      | 2005-06 | N/D        | Boomerang Interviú (2)            | 6-3 / 4-3        | MFK Dinamo Moscou        | Final a doble partit                  | [ 3 ]  |
| VI     | 2006-07 | 28-04-2007 | MFK Dinamo Moscou (1)             | 2-1              | Boomerang Interviú       | Palacio de Deportes, Múrcia           | [ 3 ]  |
| VII    | 2007-08 | 27-04-2008 | Viz-Sinara Iekaterinburg (1)      | 4-4 (3-2, p.)    | ElPozo Murcia            | Moscou                                | [ 3 ]  |
| VIII   | 2008-09 | 26-04-2009 | Inter Movistar (3)                | 5-1              | Viz-Sinara Iekaterinburg | Palau d'Esports, Iekaterinburg        | [ 3 ]  |
| IX     | 2009-10 | 25-04-2010 | SL Benfica (1)                    | 3-2 (prò.)       | Inter Movistar           | Pavilhão Atlântico, Lisboa            | [ 3 ]  |
| X      | 2010-11 | 01-05-2011 | ASD Città di Montesilvano C/5 (1) | 3-2 (prò.)       | Sporting CP              | Baluan Sholak Palau d'Esports, Almaty | [ 3 ]  |
| XI     | 2011-12 | 29-04-2012 | FC Barcelona Alusport (1)         | 3-1              | MFK Dinamo Moscou        | Pavelló Barris Nord, Lleida           | [ 5 ]  |
| XII    | 2012-13 | 28-04-2013 | AFC Kairat (1)                    | 4-3              | MFK Dinamo Moscou        | Palau d'Esports, Tbilisi              | [ 3 ]  |
| XIII   | 2013-14 | 26-04-2014 | FC Barcelona Alusport (2)         | 5-2 (prò.)       | MFK Dinamo Moscou        | Sarhadchi Olympic Center, Bakú        | [ 6 ]  |
| XIV    | 2014-15 | 26-04-2015 | AFC Kairat (2)                    | 3-2              | FC Barcelona Alusport    | MEO Arena, Lisboa                     | [ 3 ]  |
| XV     | 2015-16 | 24-04-2016 | Gazprom-Ugra Yugorsk (1)          | 4-3              | Inter Movistar           | Palacio Multiusos de Guadalajara      | [ 3 ]  |
| XVI    | 2016-17 | 30-04-2017 | Inter Movistar (4)                | 7-0              | Sporting CP              | Almaty Arena                          | [ 7 ]  |
| XVII   | 2017-18 | 22-04-2018 | Inter Movistar (5)                | 5-2              | Sporting CP              | Pabellón Príncipe Felipe, Saragossa   | [ 8 ]  |
| XVIII  | 2018-19 | 28-04-2019 | Sporting CP (1)                   | 2-1              | AFC Kairat               | Almaty Arena                          | [ 3 ]  |
| XIX    | 2019-20 | 11-10-2020 | FC Barcelona AS (3)               | 2-1              | ElPozo Murcia            | Palau Blaugrana, Barcelona            | [ 9 ]  |
| XX     | 2020-21 | 03-05-2021 | Sporting CP (2)                   | 4-3              | FC Barcelona AS          | Krešimir Ćosić Hall, Zadar            | [ 3 ]  |
| XXI    | 2021-22 | 01-05-2022 | FC Barcelona AS (4)               | 4-0              | Sporting CP              | Arena Riga, Riga                      | [ 10 ] |
| XXII   | 2022-23 | 07-05-2023 | Palma Futsal (1)                  | 1-1 (5-3, p.)    | Sporting CP              | Velòdrom Illes Balears, Palma         | [ 11 ] |
| XXIII  | 2023-24 | 05-05-2024 | Palma Futsal (2)                  | 5-1              | FC Barcelona AS          | Karen Demirchyan Arena, Erevan        | [ 12 ] |
| XXIV   | 2024-25 | 04-05-2025 | Palma Futsal (3)                  | 9-4              | AFC Kairat               | Antarès, Le Mans                      |        |

## Palmarès
| Equip                            | Campió | Subcampió | Finals | Anys campió                                 | Anys subcampió                              |
| -------------------------------- | ------ | --------- | ------ | ------------------------------------------- | ------------------------------------------- |
| Inter Fútbol Sala                | 5      | 3         | 8      | 2003-04, 2005-06, 2008-09, 2016-17, 2017-18 | 2006-07, 2009-10, 2015-16                   |
| Futbol Club Barcelona            | 4      | 3         | 7      | 2011-12, 2013-14, 2019-20, 2021-22          | 2014-15, 2020-21, 2023-24                   |
| Palma Futsal                     | 3      | 0         | 3      | 2022-23, 2023-24, 2024-25                   | —                                           |
| Sporting Clube de Portugal       | 2      | 5         | 7      | 2018-19, 2020-21                            | 2010-11, 2016-17, 2017-18, 2021-22          |
| AFC Kairat                       | 2      | 2         | 4      | 2012-13, 2014-15                            | 2018-19, 2024-25                            |
| CFS Bisontes Castellón           | 2      | 0         | 2      | 2001-02, 2002-03                            | —                                           |
| MFK Dinamo Moscou                | 1      | 5         | 6      | 2006-07                                     | 2004-05, 2005-06, 2011-12, 2012-13, 2013-14 |
| Action 21 Charleroi              | 1      | 2         | 3      | 2004-05                                     | 2001-02, 2002-03                            |
| Viz-Sinara Iekaterinburg         | 1      | 1         | 2      | 2007-08                                     | 2008-09                                     |
| Sport Lisboa e Benfica           | 1      | 1         | 2      | 2009-10                                     | 2003-04                                     |
| Città di Montesilvano Calcio a 5 | 1      | 0         | 1      | 2010-11                                     | —                                           |
| Gazprom-Ugra Yugorsk             | 1      | 0         | 1      | 2015-16                                     | —                                           |
| ElPozo Murcia                    | 0      | 2         | 2      | —                                           | 2007-08, 2019-20                            |